# Каменовање
Каменовање је кажњавање камењем, нарочито тешка и срамна смртна казна коју су познавали скоро сви народи у старом веку (Египћани, Персијанци, Јевреји, Грци, Римљани и Гали). Каменовањем се кажњавало нпр. убиство родитеља, издаја домовине, преступ сакралних прописа, прељуба.
Кривца су обично изводили изван града симболизујући тако његово искључење из заједнице. Камење су бацали сви присутни, а гомила камења под којом је кривчев леш сматрала се местом проклетства.
Јавно каменовање се и данас извршава по шеријатским законима неких муслиманских земаља, као што су Саудијска Арабија, Пакистан, Авганистан, Индонезија, Ирак, Мали, Нигерија, Сомалија, Судан, Јемен и др.
Павле Ровински је писао о том старијем обичају на простору Црне Горе.